# Ökullasjön
Ökullasjön är en sjö i Skara kommun i Västergötland och ingår i Göta älvs huvudavrinningsområde. Ökullasjön ligger i Ökull-Borregården Natura 2000-område. Sjöns area är 0,154 kvadratkilometer och den befinner sig 126,9 meter över havet. Ökullasjön avvattnas i väster av en grävd kanal till Husgärdessjön.
Ökull  vid sjöns sydspets var kungsgård under medeltiden, men omvandlades på 1500-talet till en by, som 300 år senare slogs ihop till en storgård.
Området Borregården har sannolikt tillhört Varnhems kloster innan det togs över av enskilda ägare.

## Delavrinningsområde
Ökullasjön ingår i det delavrinningsområde (647692-137170) som SMHI kallar för Mynnar i Härlingtorpskanalen. Medelhöjden är 131 meter över havet och ytan är 5,29 kvadratkilometer. Räknas de 6 delavrinningsområdena uppströms in blir den ackumulerade arean 30,89 kvadratkilometer. Vattendraget som avvattnar avrinningsområdet har biflödesordning 5, vilket innebär att vattnet flödar genom totalt 5 vattendrag innan det når havet efter 260 kilometer. Delavrinningsområdet består mestadels av skog (21 %), öppen mark (17 %) och jordbruk (46 %). Avrinningsområdet har 0,85 kvadratkilometer vattenytor vilket ger det en sjöprocent på 16,1 %.

## Galleri

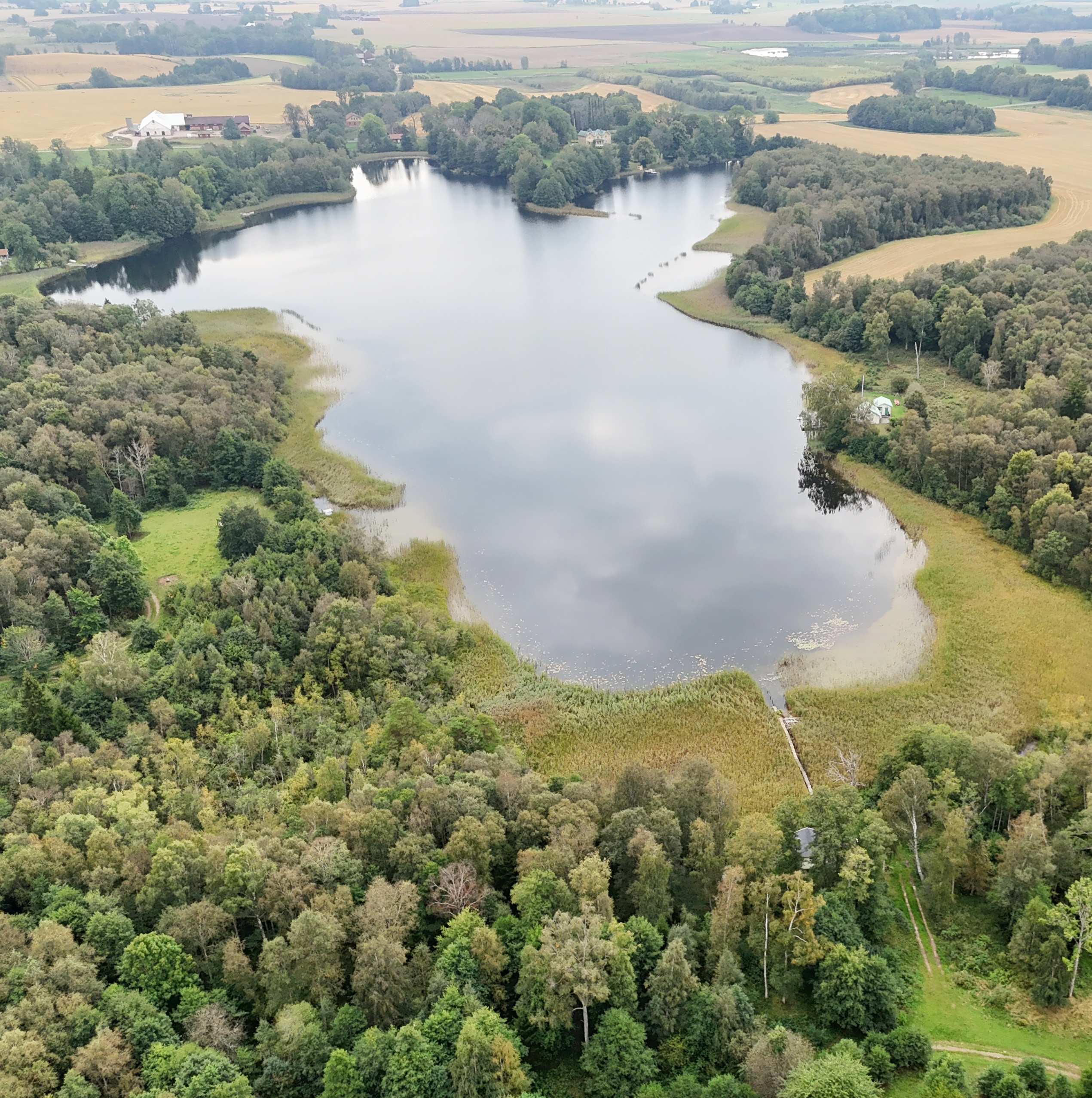
Ökullasjön i norr vid sjöns största tillflöde från Tjursbergssjön.
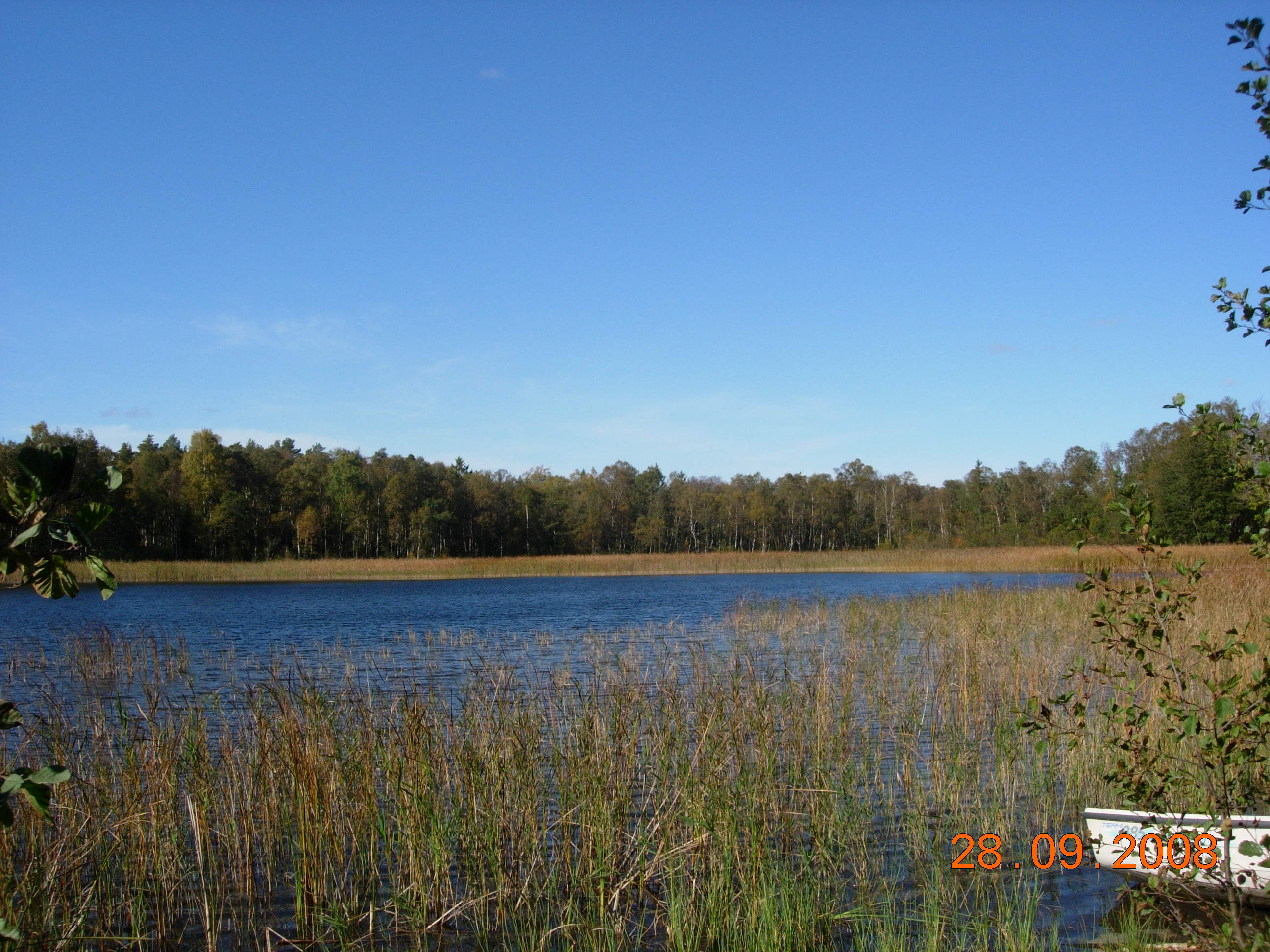
Ökull-Borregårdens naturreservat i sjöns norra ända.